# Керавнос (эсминец)
Керавнос (греч. Κεραυνός — «молния») — эсминец греческого флота, типа V-1 принявший участие в Балканских войнах 1912—1913 годов и в Первой мировой войне. Первоначально был заказан германским флотом и строился в Штетине как эсминец V-5. Готовым к сдаче, был поспешно выкуплен греческим правительством, вместе с однотипным «Неа Генеа», в связи с надвигающейся войной с турками.
10 октября 1912 года был поднят греческий флаг, но из Щецина корабль перегнал в Голландию немецкий экипаж, из моряков торгового флота. Здесь его принял греческий экипаж, под командованием капитана А. Геронтаса. Эсминец с большими трудностями вышел из Голландии, в связи с уже начавшейся войной.
Корабль соединился с эскадрой греческого флота в Митилини 9 ноября 1912 года, в день освобождения острова Лесбос. Вместе с 4 эсминцами «типа Леон», также приобретёнными в последний момент, «Неа Генеа» и «Керавнос» были самыми новыми кораблями греческого флота.
11 ноября эсминец принял участие в освобождении острова Хиос.
3 (16) декабря 1912 года, «Керавнос», в составе греческого флота ведомого флагманом броненосцем Авероф под командованием адмирала Кунтуриотиса принял участие в греческой победе над турецким флотом у Элли.
5 (18) января 1913 года «Керавнос» наряду с 4 греческими броненосцами и 8 эсминцами принял участие в последовавшей греческой победе над турецким флотом у Лемноса, после которой турецкий флот не посмел более выйти из проливов.
В последующие после этой войны годы, греческий флот большими усилиями поддерживал в удовлетворительном техническом состоянии эти два корабля учитывая, что они были первыми на флоте с паровыми турбинами и возникшие политические сложности в обеспечении запасных частей из Германии. В октябре 1916 года корабль был конфискован Антантой, по причине первоначального нейтралитета Греции и был передан французам. В 1918 году корабль был возвращён Греции.
После капитуляции Османской империи, «Керавнос» присоединился в феврале 1919 года к греческой эскадре базировавшейся в Константинополе. Из Константинополя «Керавнос» получил приказ следовать в Севастополь и присоединиться к греческой эскадре нескольких эсминцев, возглавляемой линкором Килкис, участвовавшей с конца 1918 года в интервенции Антанты, в поддержку белого движения. Из Севастополя «Керавнос» был направлен в Одессу.
«Керавнос» принял участие в эвакуации греческого населения и белой армии и последовавшей за ней населения, которая завершилась 25 марта 1919 года, со входом отрядов Красной армии в город. «Керавнос» был направлен в Севастополь, где также принял участие в эвакуации греческого населения и вернулся в Константинополь в апреле 1919 года. Корабль был выведен из состава флота в 1919 году.
- Орудия эсминцев «Неа Гениа» и «Керавнос» были использованы позже для модернизации миноносцев типа «Сфендони ΙΙ».

## Наследники
- Керавнос (катер). Вошёл в состав флота в 1957 году.